# مارتن سميث (صانع أفلام وثائقية)
مارتن سميث (بالإنجليزية: Martin Smith)‏ هو صانع أفلام وثائقية أمريكي، ولد في 28 يناير 1949 في سووث باسادينا في الولايات المتحدة.